# Fritillaria meleagris
Fritillaria meleagris, denumită popular laleaua pestriță, este o plantă cu flori din familia liliaceelor ce se găsește extinsă în Eurasia.

## Etimologie
Numele Fritillaria provine din latinescul fritillus având semnificație de „cutie cu zaruri,” posibil referindu-se la împestrițarea petalelor florilor necultivate (în engleză, dice-box ), deși această abordare semantică este disputată.

## Descriere și habitat
Floarea plantei are un motiv cadrilat (pestriț), prezentându-se în variante multiple de purpuriu sau, uneori de roșu spre purpuriu. Câteodată florile sunt complet albe. Înflorește din martie până în mai, crescând între 15 și 40 de cm în înălțime. Bulbul plantei are un diametru de circa 2 cm și conține alcaloizi otrăvitori. Crește pe terenuri ierboase, în luncile râurilor până la circa 800 de metri altitudine.

## Cultivare
În Regatul Unit, diferite varietăți de fritillaria se pot cultiva în grădină, prin plantarea bulbilor, care se găsesc în comerț. Culorile florilor variază de la alb la roșu închis. Varietatea de culoare albă (ca zăpada) a fost premiată de Royal Horticultural Society cu premiul Award of Garden Merit.

## Răspândire
Laleaua pestriță este o plantă nativă Europei și vestului Asiei, dar în multe locuri, inclusiv în România este specie amenințată cu dispariția în sălbăticie, dar poate fi foarte comună în grădini.

### România
Se găsește în stare de sălbăticie în Lunca Pogănișului din județul Timiș, pe o porțiune mai joasă de teren din lunca râului Pogăniș, aflată în apropierea localităților Tormac, Blajova și Berini. Zona, în suprafață de 75,5 hectare, a fost declarată rezervație naturală în anul 2000.
O altă zonă importantă în care acest monument botanic crește în stare naturală este Rezervația naturală Pădurea Zamostea-Luncă, din comuna Zamostea, județul Suceava. În această arie protejată de interes național, de categoria a IV-a IUCN Arhivat în 2 aprilie 2017, la Wayback Machine., în suprafață de 107,6 hectare, laleaua pestriță se găsește într-un număr semnificativ, pe un areal destul de întins. Perioada de înflorire este în lunile aprilie-mai. 
Mai creste si in Padurea Bavna din satul  Fersig.
Se poate găsi și în județul Bihor, în Rezervația Naturală Defileul Crișului Repede, pe raza localității Vadu Crișului. Se găsește în număr mai mare pe versantul drept, în zone mai greu accesibile, la 25-50 de metri distanță de poteca Circuitului Versantului Drept, spre marginea versantului. 
O altă zonă unde crește în sălbăticie, sunt pădurile din satele Dănești și Botorogi din comuna Dănești, județul Gorj.

### Suedia
În Suedia, planta se găsește în stare de sălbăticie în insulele arhipelagului Stockholm în Rezervația Naturală Sandemar, o rezervație naturală, aflată la vest de localitatea Dalarö.

### Regatul Unit
În Regatul Unit, datorită cultivării îndelungate și extinse a plantei ca plantă de grădină, există un anume grad de neînțelegere între a considera Fritillaria meleagris ca o specie nativă sau ca una cultivată, care s-a extins ulterior în natură. Deși descrisă de botanistul John Gerard încă din secolul al XVI-lea, ca plantă cultivată, nu a fost descoperită liberă în natură decât în 1736, ceea ce i-a făcut pe unii să argumenteze ideea „scăpării sale în natură.”

## Galerie de imagini

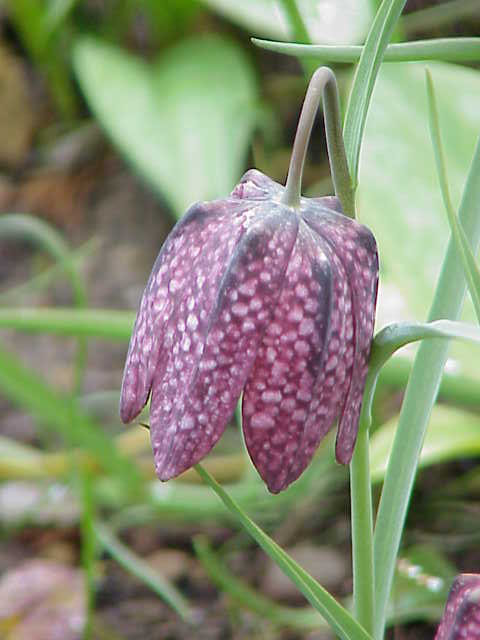
O varietate pestriță
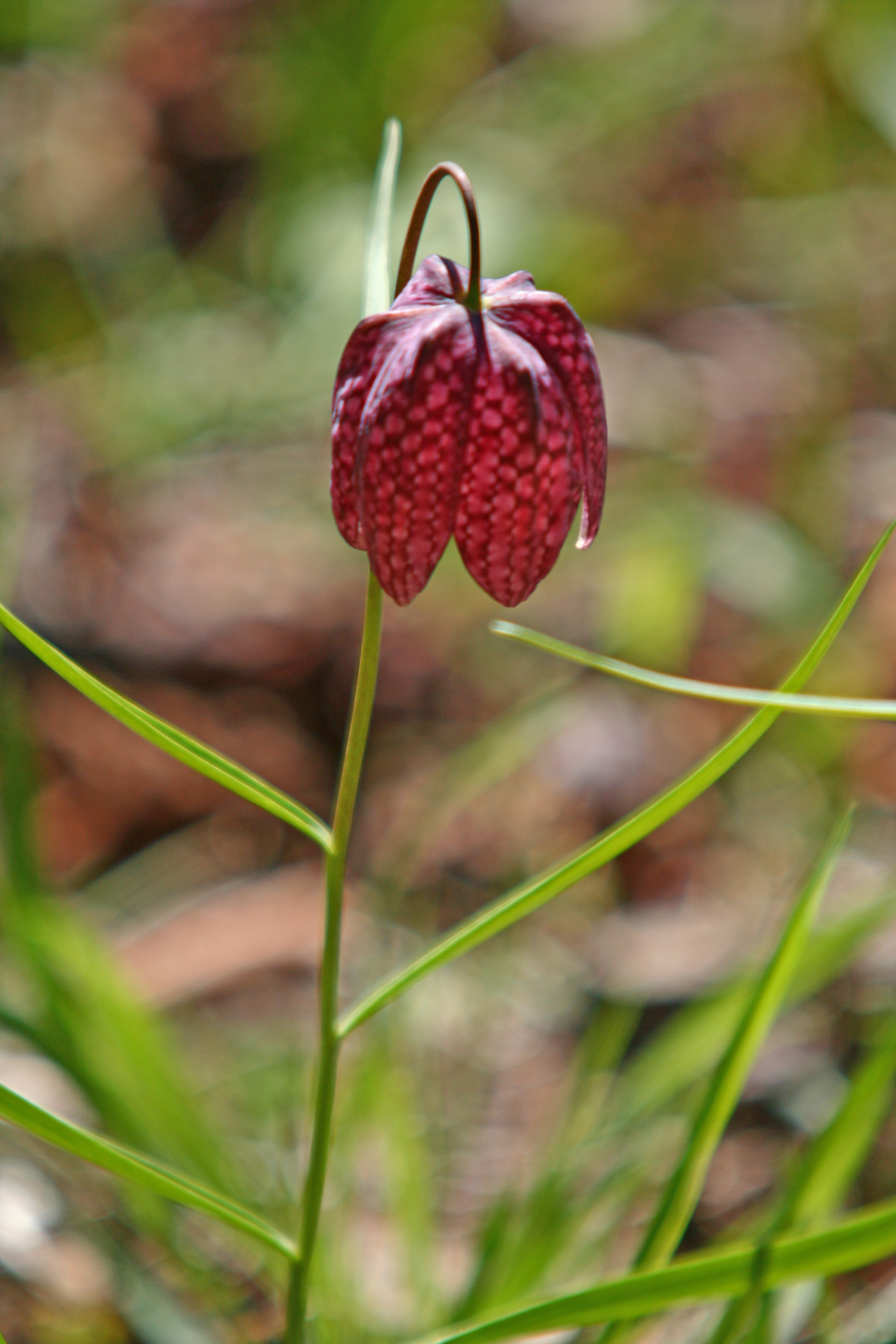
Varietate la Magdalen College, Oxford
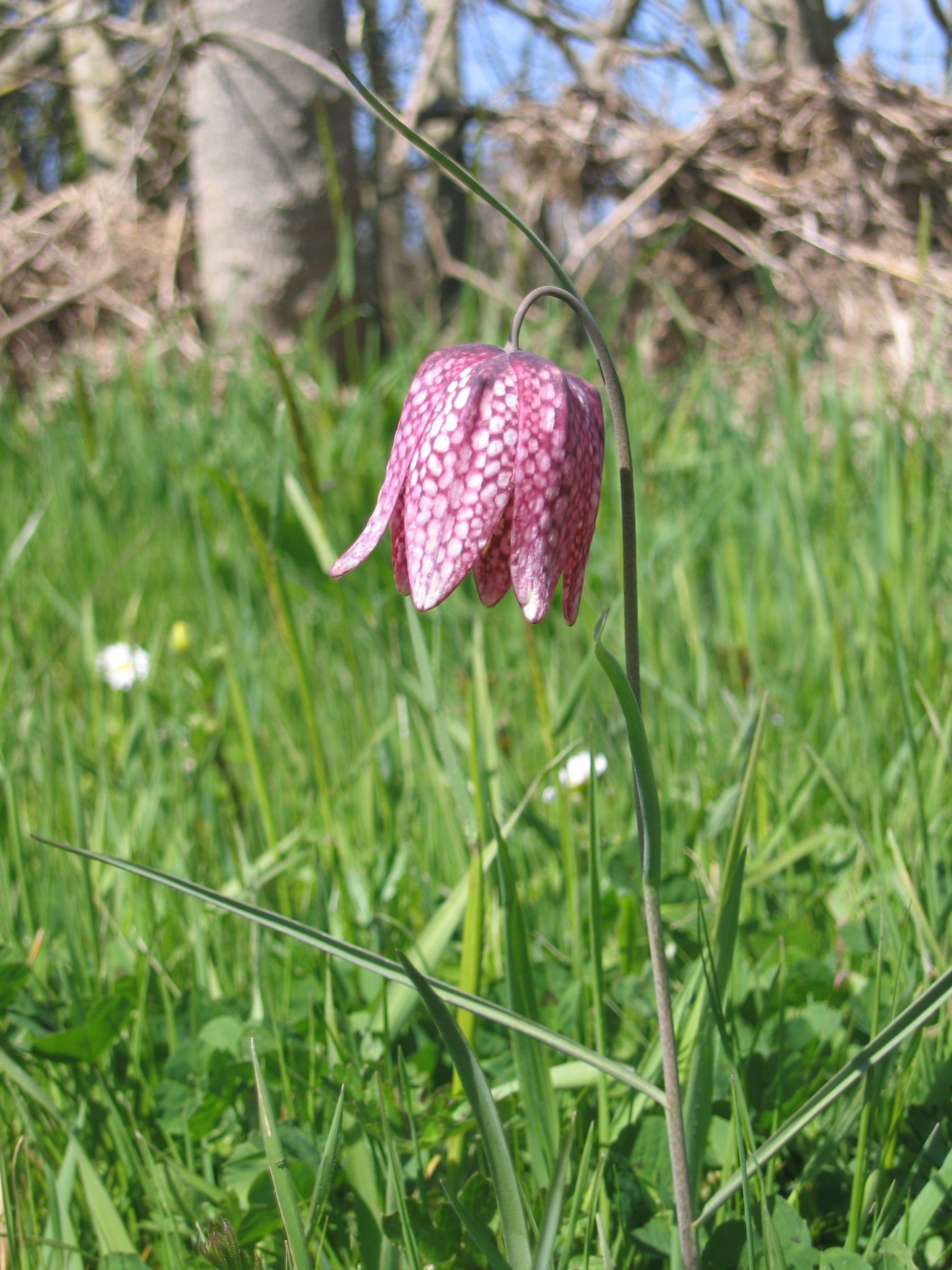
Vestul Franței, la mlaștina Audubon
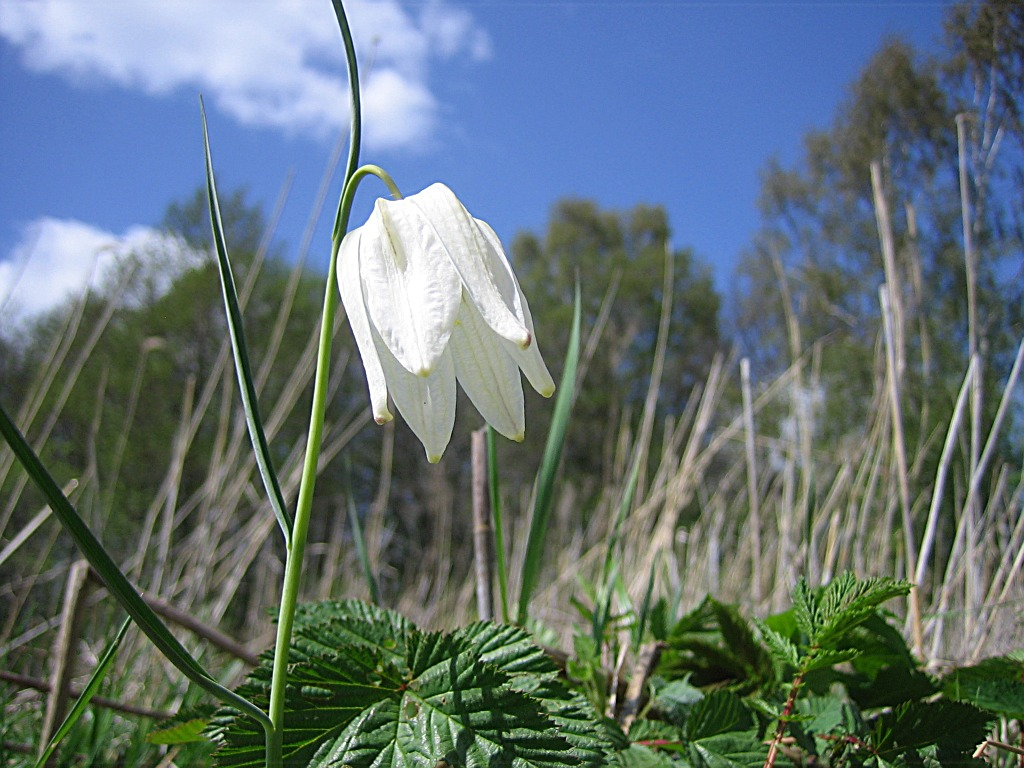
Sandemar, la vest de Dalarö, Suedia
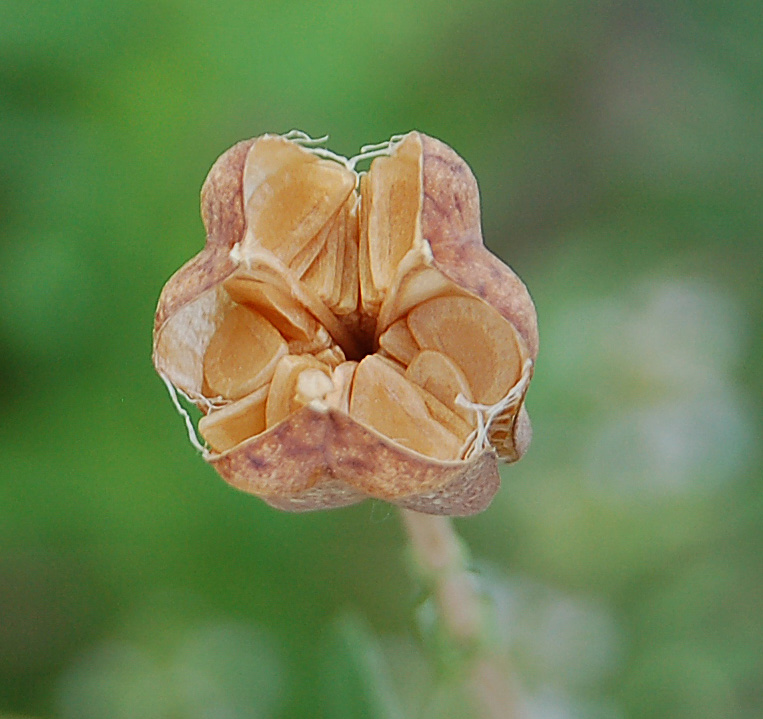
Fruct copt
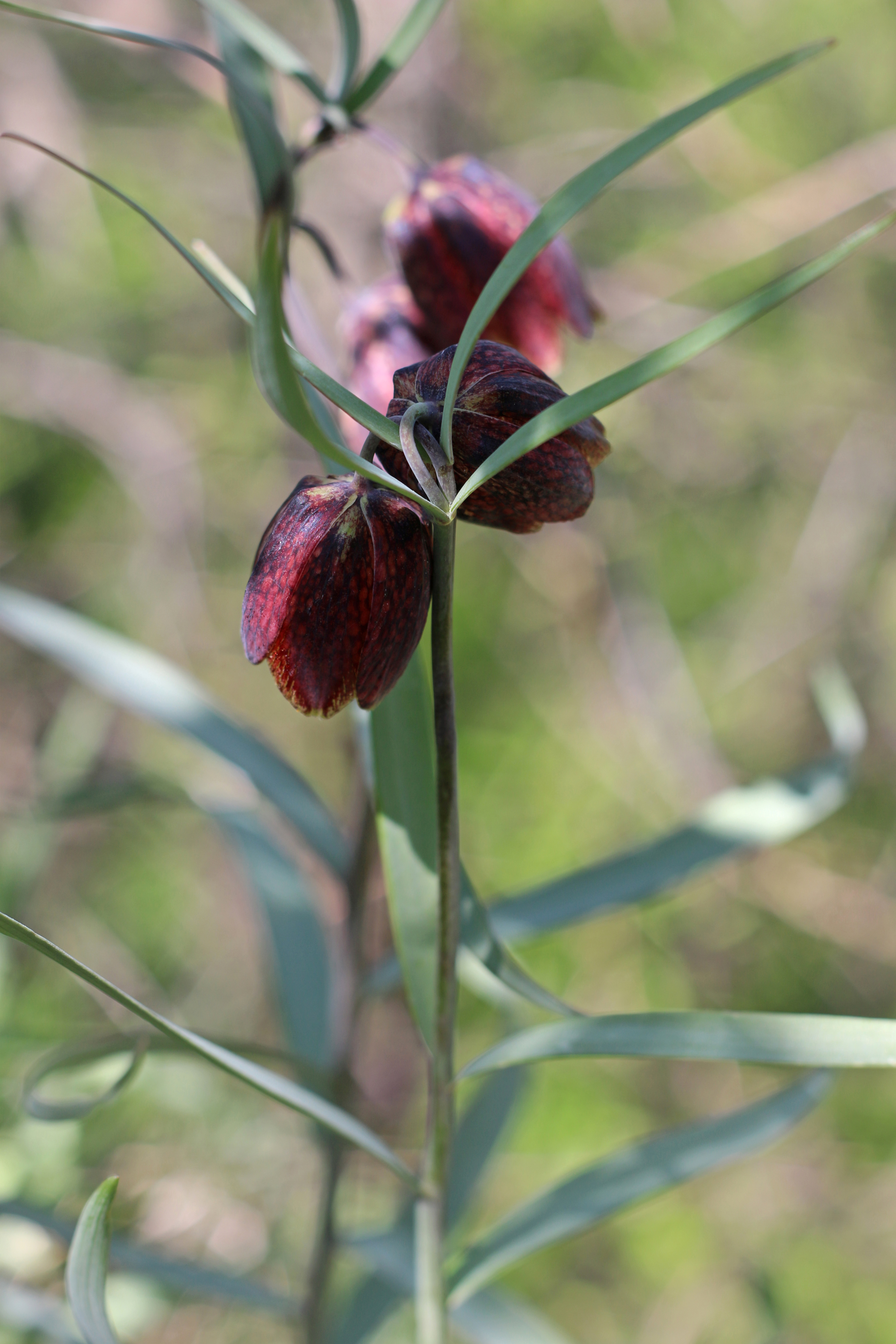
Pe Ovčarsko-Kablarska klisura, Serbia